# Izium
Izium (em ucraniano:  Ізюм; também romanizado Izum e Izyum; literalmente passas), é uma cidade situada às margens do rio Donets, no Oblast de Carcóvia, no leste da Ucrânia. Servindo como o centro administrativo distrital do Raion de Izium, Izium é administrativamente uma cidade de significância e não pertence ao raion em que se encontra. Ela está localizada a aproximadamente 120 km a sudeste da capital do oblast, Carcóvia. Tem 43,6 km² de área e sua população em 2020 foi estimada em 46 653 habitantes.

## História

### Origens
O assentamento de Izium foi citado pela primeira vez em 1571, em conexão com o Rota de Guerra de Izium, dos tártaros da Criméia.
Em 1639, ele foi mencionado como um pequeno posto avançado, e em 1681 uma fortaleza russa foi construída lá, seguida de uma catedral barroca de cinco cúpulas batizada em referência à Transfiguração do Salvador, que foi construída em 1684 (mais tarde ela seria renovada em 1902, e restaurada em 1955).
Mais tarde, Izium foi um importante centro da Ucrânia Sloboda, e abrigou um regimento de cossacos entre 1688 e 1765. Em 1765, Izium foi elevada à condição de cidade, e em 1780, ela tornou-se uma cidade uiezd (um tipo de divisão administrativa do Império Russo).
As igrejas da Ascensão (construída entre 1819 e 1821) e de São Nicolau (construída entre 1809 e 1823) estão entre os principais edifícios neoclássicos da região.

### Segunda Guerra Mundial
Durante a Segunda Guerra Mundial, o Exército Vermelho manteve uma grande cabeça de ponte nessa localidade, permitindo acessar um bolsão que fora cercado por forças alemãs (contra-atacando durante a Segunda Batalha de Kharkov), em um dos mais custosos erros do Exército Vermelho na guerra. Izium foi ocupada pelo exército alemão de 24 de junho de 1942 a 5 de fevereiro de 1943.

### Intervenção militar russa na Ucrânia em 2014
A cidade foi palco de combates esporádicos durante a intervenção militar russa de 2014-15 na Ucrânia. Em abril de 2014, forças separatistas russas ocuparam a cidade de Sloviansk, ao sul de Izium. Uma operação das forças ucranianas para remover essas forças estabeleceu postos de controle ao redor do Izium, para impedir uma possível invasão na cidade. Em 15 de junho, um posto de controle ucraniano foi atacado por forças russas, e em 19 de junho as forças ucranianas derrotaram um grande grupo de separatistas russos em Iampil, a sudoeste de Izium, sendo esse o ponto mais ao norte que as forças russas avançariam. Como parte do Cerco de Sloviansk e da Batalha de Kramatorsk, ambas as cidades foram recapturadas pelas forças ucranianas. Devido à sua proximidade com a linha de frente, a cidade, juntamente com o aeroporto de Kramatorsk, serviu como área de preparação para as tropas ucranianas antes da recaptura de Sloviansk e Kramatorsk.
A rodovia europeia E40 passa por Izium, ligando Luhansk-Sloviansk-Carcóvia, três cidades importantes para as forças russas e ucranianas. O controle da rodovia foi instrumental, pois era a rota de acesso mais rápida a Sloviansk, além de permitir a possível expansão do território separatista na região de Carcóvia. A rodovia Sloviansk-Izium foi referida como a "estrada da morte" pelos habitantes locais, durante o verão de 2014, porém os combates em larga escala pararam quando as forças ucranianas capturaram Sloviansk. No início de abril de 2016, o Serviço de Segurança da Ucrânia prendeu um suposto sabotador que foi acusado de querer explodir a ferrovia perto de Izium, buscando ajudar os separatistas.

### Invasão Russa em 2022
Izium foi atacada pelo exército russo no começo de março de 2022 (no contexto da invasão russa da Ucrânia), com a cidade caindo em 1 de abril após quatro semanas de combates. Foi uma conquista estratégica devido às estradas que levam a Sloviansk e Kramatorsk. No final de agosto do mesmo ano, contudo, os ucranianos lançaram uma grande contra-ofensiva no sul, em direção de Kherson. Os russos mobilizaram tropas do leste e as mandaram para o sul a fim de manter suas linhas de frente. No começo de setembro, a Ucrânia lançou outra grande ofensiva, desta vez no leste, no Oblast de Kharkiv, tomando várias regiões de assalto. Em 9 de setembro de 2022, os subúrbios de Oskil e Kapytolivka foram recapturados pelos ucranianos.
Na manhã de 10 de setembro, após cinco meses de ocupação, foi relatado que as forças russas fugiram da cidade de Izium, deixando muito dos seus equipamentos para trás e, no final da tarde, fontes da mídia informaram que a cidade foi totalmente retomada pelas tropas ucranianas.

## Geografia
A classificação climática de Izium é continental húmido.
| Dados climáticos para Izium (1949–2011) | Dados climáticos para Izium (1949–2011) | Dados climáticos para Izium (1949–2011) | Dados climáticos para Izium (1949–2011) | Dados climáticos para Izium (1949–2011) | Dados climáticos para Izium (1949–2011) | Dados climáticos para Izium (1949–2011) | Dados climáticos para Izium (1949–2011) | Dados climáticos para Izium (1949–2011) | Dados climáticos para Izium (1949–2011) | Dados climáticos para Izium (1949–2011) | Dados climáticos para Izium (1949–2011) | Dados climáticos para Izium (1949–2011) | Dados climáticos para Izium (1949–2011) |
|                                         | Jan                                     | Fevereiro                               | Mar                                     | Abril                                   | Maio                                    | Junho                                   | Julho                                   | Agosto                                  | Set                                     | Out                                     | Nov                                     | Dez                                     | Ano                                     |
| --------------------------------------- | --------------------------------------- | --------------------------------------- | --------------------------------------- | --------------------------------------- | --------------------------------------- | --------------------------------------- | --------------------------------------- | --------------------------------------- | --------------------------------------- | --------------------------------------- | --------------------------------------- | --------------------------------------- | --------------------------------------- |
| Máxima registrada ° C                   | 13.1                                    | 16,3                                    | 24,0                                    | 31,0                                    | 36,7                                    | 37,4                                    | 39,1                                    | 39,4                                    | 34,4                                    | 31,1                                    | 22,0                                    | 20,0                                    | 39,4                                    |
| Máxima em média ° C                     | −2,2                                    | −1.1                                    | 5,2                                     | 15,1                                    | 22,1                                    | 25,8                                    | 27,9                                    | 27,1                                    | 21,0                                    | 12,9                                    | 5,1                                     | 0,0                                     | 13,2                                    |
| Média diária ° C                        | −5,2                                    | −4,6                                    | 0,8                                     | 9,4                                     | 15,6                                    | 19,4                                    | 21,3                                    | 19,9                                    | 14,2                                    | 7,5                                     | 1,7                                     | −2,8                                    | 8,1                                     |
| Mínima em média ° C                     | −8,5                                    | −8,3                                    | −3.1                                    | 3,8                                     | 8,8                                     | 12,8                                    | 14,7                                    | 12,9                                    | 7,7                                     | 2,5                                     | −1.4                                    | −5,7                                    | 3,0                                     |
| Mínima registrada ° C                   | −35,0                                   | −36,1                                   | −29,7                                   | −9,0                                    | −2,8                                    | 1,1                                     | 3,0                                     | 1,1                                     | −6,7                                    | −17.0                                   | −22,6                                   | −33,2                                   | −36,1                                   |
| Precipitação média mm                   | 47,1                                    | 39,0                                    | 41,4                                    | 44,1                                    | 51,8                                    | 75,0                                    | 60,9                                    | 47,6                                    | 50,7                                    | 48,1                                    | 43,1                                    | 52,1                                    | 600,9                                   |
| Dias de precipitação média              | 20,0                                    | 16,4                                    | 16,3                                    | 10,2                                    | 9,7                                     | 8,5                                     | 6,3                                     | 4,6                                     | 8,1                                     | 10,5                                    | 15,4                                    | 19,4                                    | 145,4                                   |
| Média de umidade relativa (%)           | 84,7                                    | 81,5                                    | 76,2                                    | 65,1                                    | 64,8                                    | 66,7                                    | 67,5                                    | 64,8                                    | 72,9                                    | 80,1                                    | 84,4                                    | 85,9                                    | 74,6                                    |
| Fonte: Climatebase.ru                   |                                         |                                         |                                         |                                         |                                         |                                         |                                         |                                         |                                         |                                         |                                         |                                         |                                         |